# Ватутинский деревообрабатывающий завод
Ватутинский деревообрабатывающий завод — промышленное предприятие в городе Ватутино Черкасской области Украины.

## История
Предприятие было построено в соответствии с четвёртым пятилетним планом восстановления и развития народного хозяйства СССР, введено в эксплуатацию во второй половине 1940-х годов и стало одним из первых крупных промышленных предприятий посёлка городского типа Ватутино Звенигородского района Киевской области. Работник предприятия, бригадир плотников М. А. Косенко одним из первых среди строителей был награждён знаком «Отличник социалистического соревнования».
После ввода в эксплуатацию летом 1952 года Юрковской ТЭЦ и реконструкции производственные мощности предприятия увеличились.
После создания в январе 1954 года Черкасской области завод оказался на территории Черкасской области.
В целом, в советское время завод входил в число ведущих предприятий города.
В марте 1995 года Верховная Рада Украины внесла завод в перечень предприятий, приватизация которых запрещена в связи с их общегосударственным значением. В дальнейшем государственное предприятие было преобразовано в открытое акционерное общество.
В апреле 2006 года хозяйственный суд Черкасской области возбудил дело о банкротстве завода.

## Дополнительная информация
- стенд о истории Ватутинского деревообрабатывающего завода является одним из экспонатов Ватутинского исторического музея.